# Nodira
Mohlaroyim (în uzbecă Mohlaroyim, Моҳларойим; n. 1792, Andijan, Uzbekistan – d. 1842, Qoʻqon, Hanatul Kokand, URSS), cunoscută cel mai mult sub pseudonimul Nodira, a fost o poetă și femeie de stat uzbecă. Din 1822, ea a fost regentă a Hanatului Kokand în timpul minorității fiului ei, Muhammad Ali Han.
Nodira este în general considerat unul dintre cei mai remarcabili poeți uzbeci. Ea a scris poezie în limba uzbecă și persană. Nodira a folosit și alte pseudonime, cum ar fi Komila și Maknuna. Multe dintre diwanele ei au supraviețuit și constau în peste 10.000 de versuri.

## Biografie
Nodira a fost soția lui Muhammad Umar Han⁠(d), care a condus Hanatul Kokand din cca. 1810 până la moartea sa în 1822. După moartea soțului ei, Nodira a devenit conducătoarea de facto a Hanatului Kokand, deoarece fiul ei Muhammad Ali Han⁠(d) era doar un adolescent când a fost încoronat han; ea a continuat să fie regent și consilier al lui pe tot parcursul domniei sale. Ea a fost, de asemenea, o scriitoare care a scris poezie atât în limba uzbecă, cât și în persană. Opera ei a constat în peste 10.000 de Hemistich⁠(d) (versete).
În ciuda încercărilor sale de a insufla fiului ei valori ceva mai liberale din punct de vedere social, Madali a ajuns să aibă politici expansioniste care au dus la un război cu rivalul său, Emiratul Buhara. Poezia ei a fost respinsă de ulama și a fost considerată „nepotrivită”, scrierile ei atingând adesea subiecte tabu și deplângând femeile care sufereau în Asia Centrală în acea perioadă de timp.
Ea a fost spânzurată la ordinul emirului Nasrullah Han⁠(d) din Buhara în aprilie 1842 împreună cu fiii ei în timpul războaielor dintre Kokand și Buhara. S-a afirmat că Nasrullah era furios deoarece ea a refuzat să se căsătorească cu el.

## Moștenire
La mult timp după moartea ei, în 1842, Nodira a fost promovată în epoca sovietică ca o eroină națională a RSS Uzbecă și s-a bucurat de un statut similar altor femei ucise, cum ar fi Nurkhon Yuldasheva. În ochii publicului, ea este o martiră și o eroină națională. La 200 de ani de la nașterea sa, primul timbru poștal național al Uzbekistanului proaspăt independent a prezentat portretul ei.